# تاكينوبو ميتسويوشي
تاكينوبو ميتسويوشي (باليابانية: 光吉猛修) مواليد 12 ديسمبر 1967 ، هو ملحن ألعاب فيديو ياباني. قام بتلحين العديد من ألعاب الفيديو التي أنتجتها سيجا مثل فيرتشوا فايتر 2 وشينمو.

## الأعمال
- أوت رانيرز
- فيرتشوا فايتر 2
- دايتونا يو إس أيه
- سونيك ذا فايترز
- فيرتشوا فايتر 3
- شينمو

## روابط خارجية
- تاكينوبو ميتسويوشي على موقع IMDb (الإنجليزية)
- تاكينوبو ميتسويوشي على موقع ميوزك برينز (الإنجليزية)
- تاكينوبو ميتسويوشي على موقع ديسكوغز (الإنجليزية)